# Emile Defevere
Emile Defevere (Anderlecht, 26 februari 1897 - 28 januari 1946) was een Belgische voetballer en voetbalcoach. Hij speelde jaren voor SC Anderlecht en werd er later ook trainer.

## Carrière
Emile Defevere, bijgenaamd Krumme Mille, was een middenvelder die zich in 1917 aansloot bij de plaatselijke voetbalclub SC Anderlecht. Zijn eerste officiële wedstrijd speelde hij twee jaar later. In 1921 dwong hij mee de promotie naar de hoogste voetbalafdeling af. Defevere speelde toen de eerste wedstrijd van Anderlecht in Eerste Klasse.In totaal speelde hij 94 wedstrijden en scoorde 2 doelpunten voor Anderlecht.
Paars-wit degradeerde in 1923 maar won een jaar later de titel in Tweede Klasse. In 1926 werd Defevere door de voetbalbond verplicht om Anderlecht te verlaten. Hij speelde vervolgens twee seizoenen in dienst van het Franse RC Roubaix.
Nadien opende Defevere een café en tijdens de Tweede Wereldoorlog vormde hij samen met Robert Wyckaert en Ferdinand Adams het trainerstrio van Anderlecht. Net na de oorlog overleed Defevere.